# Åke Sellström

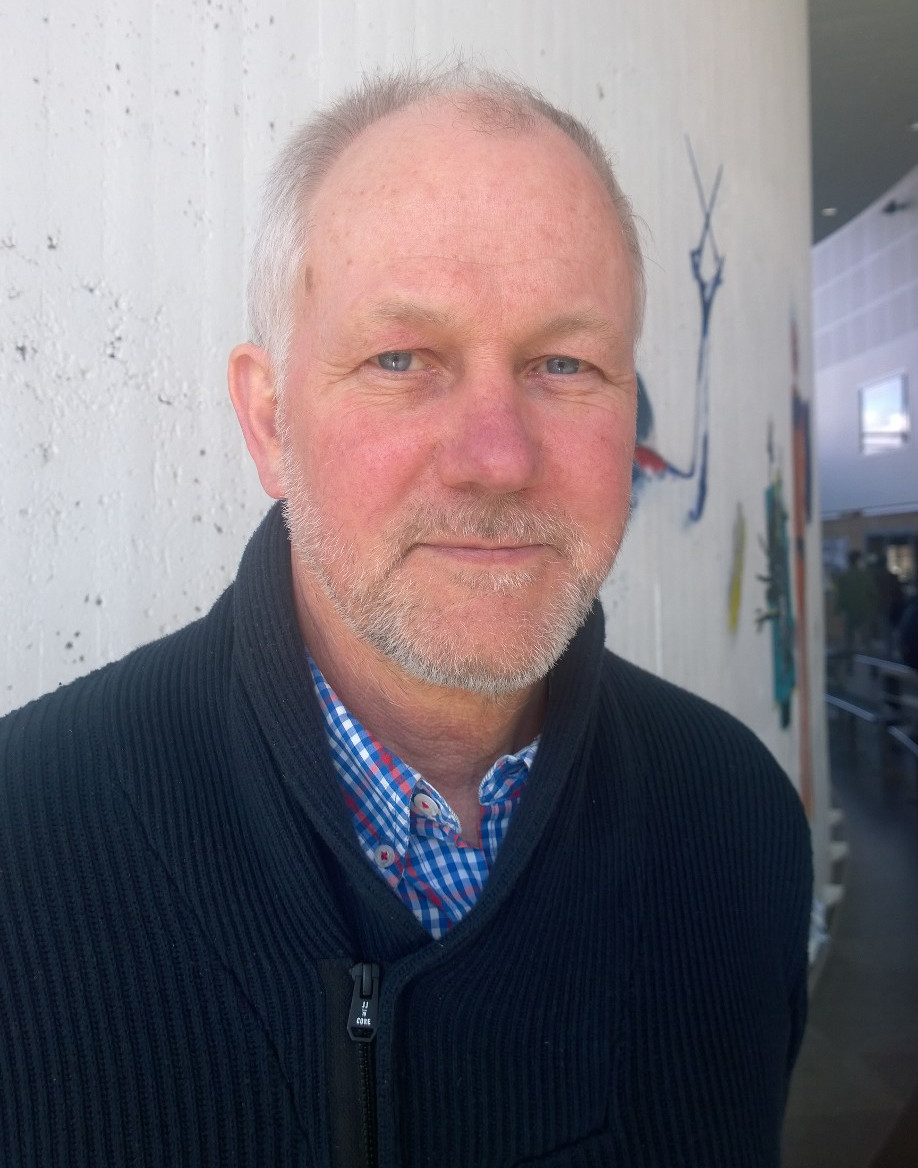
Sellström (2014)

Åke Sellström (* 1948) ist ein schwedischer Wissenschaftler, der auf Chemiewaffen spezialisiert ist. Sellström ist außerdem Dozent in Histologie an der Universität Umeå.

## UN-Einsätze
In den 1990er Jahren gehörte Sellström zur United Nations Special Commission und überwachte die Zerstörung irakischer Chemiewaffen. 2002 kehrte er in den Irak zurück, um dort als Mitglied der UN-Untersuchungskommission unter der Leitung von Hans Blix zu überprüfen, ob das Land die Produktion von Massenvernichtungswaffen wieder aufgenommen hat, fand dafür jedoch keine Beweise.
Am 26. März 2013 wurde Sellström vom Generalsekretär der Vereinten Nationen zum Leiter einer Untersuchungskommission ernannt, die den Vorwurf von Chemiewaffeneinsätzen im Syrischen Bürgerkrieg vor Ort prüfen soll. Nach langen Verhandlungen wurde im August eine Übereinkunft mit der syrischen Regierung erzielt und die Gruppe traf am 18. August in Damaskus ein.
Sellström übergab den Abschlussbericht seiner Kommission am 15. September an den Generalsekretär, der ihn kurz darauf den Sicherheitsratsmitgliedern vorstellte. Der Bericht ist auf der Internetpräsenz des UN-Sekretariats für Abrüstung öffentlich zugänglich.